# 單色單臂細鮃
單色單臂細鮃為輻鰭魚綱鰈形目鰈亞目鮃科的其中一種，為深海魚類，分布於中西大西洋海域，可達527公尺，棲息在底層水域，生活習性不明。

## 扩展阅读
維基物種上的相關：單色單臂細鮃